# Mohamed Boudia
Mohamed Boudia (en àrab: محمد بوديا) (Alger, 24 de febrer de 1932 – París, 28 de juny de 1973) fou un poeta, dramaturg i activista polític algerià, militant del Front Popular per a l'Alliberament de Palestina (FPAP). Fou assassinat a París per un artefacte explosiu improvisat situat sota el seient del seu cotxe per agents del Mossad en el marc de l'Operació Ira de Déu, organitzada amb l'objectiu de cometre assassinats selectius en resposta a la massacre de Múnic. En el moment de la seva mort, exercia el càrrec de Cap d'Operacions a Europa del FPAP i fou reemplaçat per Michel Moukharbal.
Boudia participà en la guerra d'Algèria, durant la qual fou empresonat per un atac a un dipòsit de benzina al sud de França. El final de la guerra i la independència d'Algèria el 1962 ajudaren a la seva posada en llibertat, després d'haver passat tres anys a la presó. Com a dramaturg, i després de la independència, es convertí en el director del Teatre Nacional d'Algèria. Fugí a França després que Houari Boumédiène prengués el poder el juny de 1965. A París dirigí un teatre, mentre començava a col·laborar amb personatges com Carlos «el Xacal».